# Разумное сомнение (фильм, 2009)
«Разумное сомнение» (англ. Beyond a Reasonable Doubt) — ремейк одноимённого фильма 1956 года Фрица Ланга. Автором сценария, режиссёром и оператором стал Питер Хайамс, а в главных ролях новой версии фильма снялись Майкл Дуглас и Эмбер Тэмблин. О подготовке к съёмкам фильма было объявлено в феврале 2008 года, а сама съёмка началась спустя месяц. Премьера в России прошла 18 февраля 2010 года.

## Сюжет
Главный герой фильма, репортёр Си Джей Николс, рискует потерять свою работу и чтобы поправить карьеру решает заняться сложным делом. Он хочет доказать, что последний судебный процесс, выигранный окружным прокурором Мартином Хантером, является результатом коррупции и фальсификации доказательств. Чтобы доказать свою правоту, журналист вместе со своим помощником инициируют собственный арест якобы за убийство проститутки. В их планы вмешивается молодая помощница прокурора Элла Кристэл. Между нею и Си Джеем возникает взаимное чувство и она решает пойти против своего босса.

## В ролях
- Джесси Меткалф — Си Джей Николс
- Эмбер Тэмблин — помощница окружного прокурора Элла Кристэл
- Майкл Дуглас — окружной прокурор Мартин Хантер
- Джоэл Дэвид Мур — Кори Финли, помощник Николса
- Орландо Джонс — детектив Бен Никерсон